# Marcelo Quiñones
Marcelo Quiñones Mayurí (Lobitos, 1949) fue un boxeador de peso mediano, siendo uno de los grandes ídolos del boxeo del Perú en el siglo XX.

## Biografía
Nació en el distrito de Lobitos, uno de los 6 distritos de la Provincia de Talara, en la Región  Piura el 24 de mayo de 1949.

## Trayectoria
Desde su adolescencia ya calzaba los guantes de box y participaba en los interbarrios de menores.
Ya en año 1968 hizo su debut internacional cuando participó en las Olimpiadas de México.
En 1971, con el entrenamiento de Mauro Mina, se inicia en el boxeo profesionalmente ganando por nocaut a Carlos Bazán.
Con Ricardo Belmont como promotor y bajo el asesoramiento Técnico de Jesús Peñaloza Ormeño excampeón Sudamericano promoción de Mauro Mina , el 9 de agosto de 1976 fue proclamado Campeón Sudamericano de Peso Mediano enfrentando al boxeador brasileño Luiz Fabre a quien le gana por nocaut en el Coliseo Amauta.
Luego el título le sería arrebatado por el argentino Hugo Pastor Corro en mayo de 1977. 
Ya comenzando los 80 lamentablemente sufre una rotura de quijada que lo alejaría de los cuadrilateros, reaparecía algunos años después, para después retirarse definitivamente.